# Golden-Ross-Kaserne

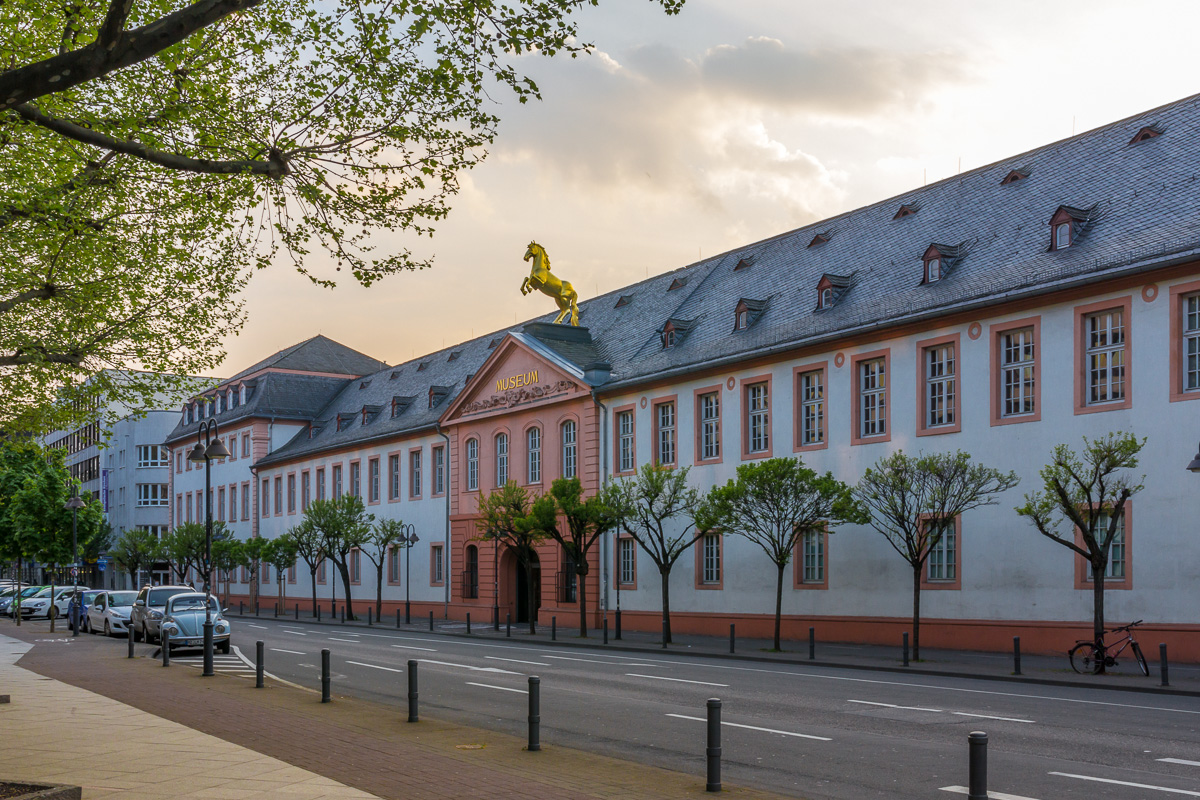
Golden-Ross-Kaserne: Front an der Großen Bleiche (2013)

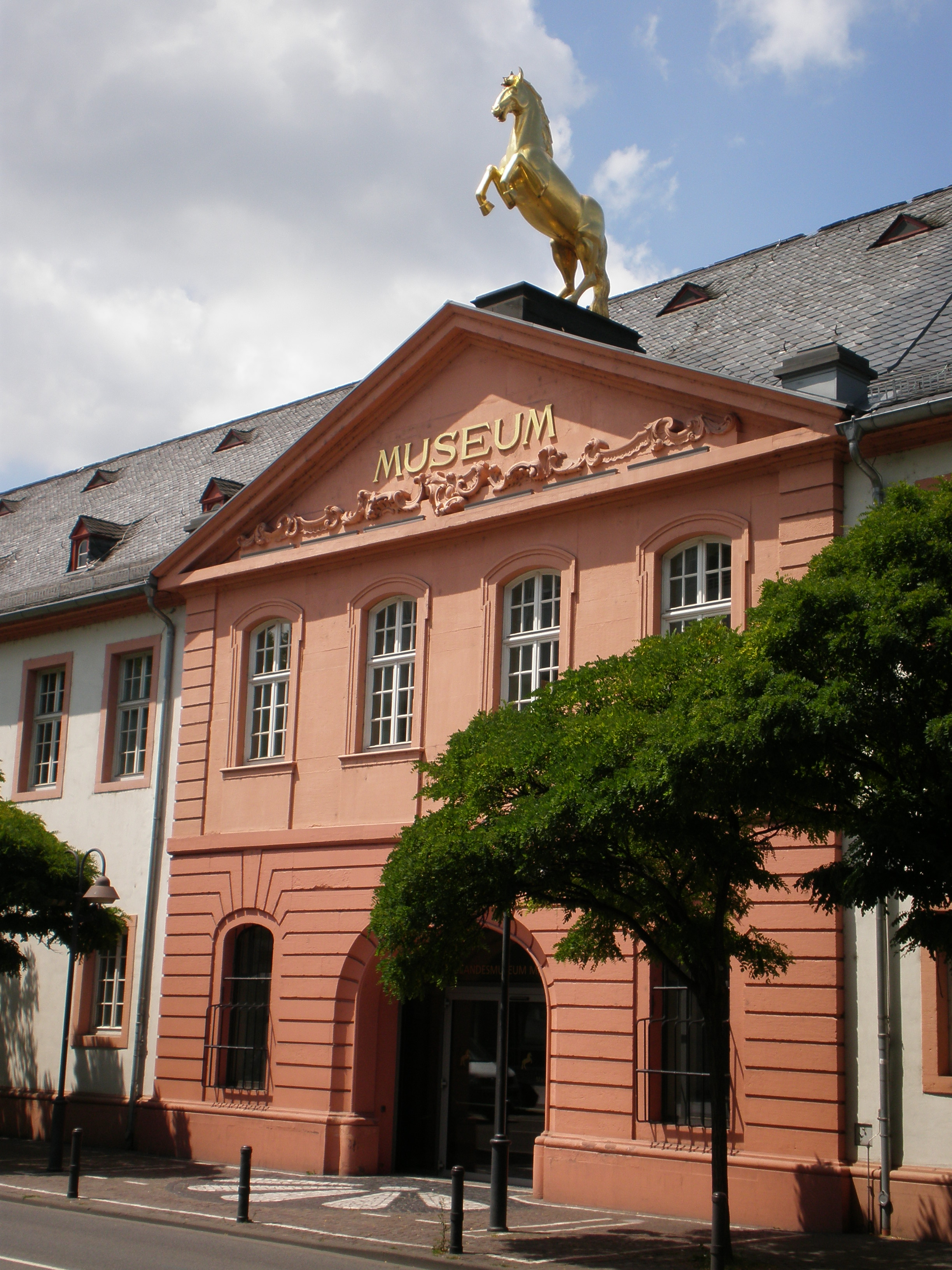
Golden-Ross-Kaserne: Eingangsbereich

Die Golden-Ross-Kaserne in Mainz ist der Gebäudekomplex des ehemaligen kurfürstlichen Marstalls. Er wurde 1766/1767 unter Kurfürst Emmerich Joseph von Breidbach zu Bürresheim von dem kurfürstlichen Baudirektor Jakob Joseph Schneider errichtet. Seinen Namen hat das Gebäude von einer überlebensgroßen vergoldeten Pferdefigur über dem Haupteingang. Heute befindet sich in dem Gebäude, dessen Hauptfront sich an der Straße „Große Bleiche“ befindet, das Landesmuseum Mainz.

## Vorgeschichte
Obwohl sich das als „Bleiche“ bezeichnete Stadtgebiet nahe dem Kurfürstlichen Schloss und der Martinsburg befand, diente es der Bevölkerung lange als Gebiet innerhalb der Stadtmauer, wo Wäsche getrocknet (gebleicht) wurde. Mit dem 1766 begonnenen Bau des neuen Kurfürstlichen Marstalls wurde auch dieses Gebiet städtebaulich genutzt und aufgewertet. Bereits vor 1750 befand sich in direkter Nähe an der Bauhofstraße 1 das Wohnhaus des Oberstallmeisters des kurfürstlichen Hofes, das auch als kurfürstliche Kameralverwaltung diente.

## Geschichte
Zu dem 1767 fertiggestellten Marstall ließ Kurfürst Emmerich Joseph Breidbach-Bürresheim noch bis 1770 eine 15 × 19 m große Reithalle mit zwei prächtig gestalteten Emporen hinzufügen. Vorbild für die kurfürstliche Reithalle war zweifellos die Winterreitschule der Spanischen Hofreitschule in Wien. Dies drückte auch die Symbolik der überlebensgroßen Figur eines aus Kupfer getriebenen vergoldeten Pferdes über dem Haupteingang des Marstalls aus. Das 1769 aufgestellte Pferd wurde in der Position der Levade abgebildet, einer typischen Dressurübung der auch an der Spanischen Hofreitschule gepflegten klassischen Reitkunst.
Das im Seitenflügel gelegene Wohnhaus diente immer wieder Gästen der Kurfürsten und später der französischen Administration als Gästehaus. So wohnte hier die „Gesellschafterin“ des letzten Kurfürsten Friedrich Karl Joseph von Erthal, Sophie von Coudenhoven. Der französische Außenminister Talleyrand residierte hier während des Aufenthalts von Napoleon in Mainz im Jahre 1806.
Mit dem Ende des Kurfürstlichen Staates 1792 wurde der Gebäudekomplex zweckentfremdet. Von 1793 bis 1797 und nochmals 1804 und 1833 diente das Gebäude als Theater. Der Hofkammerrat Jakob Guiollett war 1793 für die, laut zeitgenössischen Berichten durchaus gelungenen, Umbauarbeiten verantwortlich. Nach dem Frieden von Campo Formio und der dauerhaften Überlassung von Mainz, nunmehr Mayence, an die Franzosen wurde die Reithalle wieder vom französischen Militärkommandanten beansprucht und bis 1804 für die militärische Reitausbildung genutzt.
1804 begab sich Napoleon auf seine historische Deutschlandreise von Aachen nach Mainz. Aus Aachen erteilte er den Befehl, „…ein Teil der kaiserlichen Schauspielgesellschaft vom Theâtre français solle nach Mainz kommen und es sollten fünf bis sechs Trauerspiele gegeben werden.“ Damit wurde die große Reithalle erneut mit hohem Aufwand zu einem Theater umfunktioniert. Napoleon traf am 20. September 1804 in Begleitung der Kaiserin Joséphine und seines Stabes in Mainz ein. Während seines Aufenthaltes wurden tatsächlich mehrere Stücke in der Reithalle des Marstalls aufgeführt. In Werken von Racine und Corneille traten damals berühmte Schauspieler wie François-Joseph Talma und Catherine Josephine Duchesnois auf. Da Napoleon beabsichtigte, Mainz als kaiserliche Residenzstadt auszubauen, wurde der kaiserliche Baumeister Eustache de Saint-Far unter anderem auch mit einem standesgemäßen Theaterneubau betraut um endgültig das Provisorium in der Reithalle zu ersetzen. Die nur langsame Realisierung der umfangreichen französischen Baumaßnahmen in Mainz, die Priorisierung von militärischen Projekten und die allgemeine politische Entwicklung der nächsten Jahre sorgten allerdings dafür, dass es zu diesem Bau nicht kam. Das provisorische Theater in der ehemals kurfürstlichen Reithalle musste bis 1833 seinen Zweck als Theater in Mainz erfüllen. Auch in der Zeit nach der französischen Besetzung traten namhafte Künstler auf, so unter anderem 1829 Niccolò Paganini.
Erst nach der Fertigstellung des Stadttheaters Mainz 1833 wurde der Theaterbetrieb dauerhaft eingestellt. Das Gebäude diente fortan bis 1930 als Quartier für verschiedene, in Mainz stationierte Kavallerieregimenter, wobei die Reithalle wieder ihrem ursprünglichen Verwendungszweck zugeführt wurde. Stationiert waren hier unter anderem Teile des Husaren-Regiments „König Humbert von Italien“ (1. Kurhessisches) Nr. 13.
1935 wurden in dem leerstehenden Gebäudekomplex die Sammlungen des Städtischen Altertumsmuseum sowie der Gemäldesammlung der Stadt Mainz untergebracht. Diese waren bis dahin im Kurfürstlichen Schloss untergebracht, sollten aber nun dauerhaft in der Golden-Ross-Kaserne ausgestellt werden. Die Reithalle diente zu dieser Zeit allerdings lediglich als Magazin und Lagerhaus für nicht ausgestellte Objekte. Das Gebäude mitsamt vielen Ausstellungsstücken wurde bereits 1942 im Zweiten Weltkrieg vollkommen zerstört. Zerstört wurde dabei auch das barocke Original der Pferdefigur über dem Haupteingang. Von 1949 bis 1962 wurde das Gebäude in vielen einzelnen Bauabschnitten wieder aufgebaut. Die Rekonstruktion wurde durch die „Direction générale des affaires culturelles“ in der Französischen Besatzungszone gefördert, nachdem sich Fritz Arens für den Wiederaufbau starkmachte. 1962 war das Gebäude wieder so weit hergestellt, dass das Altertumsmuseum und die Gemäldegalerie der Stadt Mainz im Zuge der (verfrühten) 2000-Jahr-Feier wieder eröffnet werden konnten. Die Reithalle wurde endgültig Ende 1963 wieder überdacht und nutzbar gemacht. Ab 1964 wurde sie erstmals als so genannte „Steinhalle“ (Lapidarium) für die Präsentation eines kleinen Teils der zahlreichen römischen Steindenkmäler genutzt.
1967 übernahm das Land Rheinland-Pfalz das Museum und damit auch die bauliche Verantwortung für die Golden-Ross-Kaserne. 1975 bis 1979 wurden Neubauten hinzugefügt um die Museumsfläche wesentlich zu vergrößern. Dabei wurde auch die barocke Bausubstanz des Gebäudes des Marstalls saniert und unter Wahrung des barocken Äußeren neu gestaltet. 1980/81 wurde dann die Reithalle abschließend mit großem Aufwand saniert und mit Bodenheizung und Beleuchtungseinrichtungen ausgestattet. Im Museumskonzept diente sie nun als Steinhalle der neukonzipierten Präsentation der wichtigsten Steindenkmäler des römischen Mogontiacum, einer der wichtigsten Sammlungen ihrer Art in Europa.
Notwendige Modernisierungsmaßnahmen führten wiederum ab 2006 zur Teil- und zeitweise vollständigen Schließung des Museums und zur architektonischen Umgestaltung einzelner Gebäudeteile. Ab 2015 zog der Landtag in die Steinhalle, da das Deutschhaus grundlegend umgebaut wurde.

## Architektur
Bei der Golden-Ross-Kaserne handelt es sich um ein Bauwerk aus der Spätzeit des Barocks mit Stilmerkmalen des frühen Klassizismus. Das zweigeschossige Mittelgebäude ist mit einem Satteldach aus Schiefer gedeckt. Die Hauptfront zur Großen Bleiche weist in der Mitte einen übergiebelten repräsentativen Mittelrisalit aus Hausteinen auf, dessen Giebeldach die Pferdefigur krönt. Hier befanden sich die kurfürstlichen Stallungen. Aus der Nutzung des Gebäudeteils als Pferdestall resultiert auch die heute noch vorhandene, deutlich geringere Anzahl von Fenstern im Erdgeschoss des Mittelbaus. Zu beiden Seiten schließen sich flankierende dreigeschossige Wohnhaustrakte mit gaubenbesetzten Mansarddächern, geohrten Fensterrahmen und rustizierten Ecksteinfassungen aus Sandstein an.
In direkter Nähe hinter dem Gebäude und teilweise mit ihm verbunden befinden sich die 1742 und 1743 erbauten Eltzer Höfe. Diese weisen ebenfalls eine für diese Zeit eher selten anzutreffende Schlichtheit auf. Die Gebäude sind durch rustizierte Lisene gegliedert, mit einem Mansardwalmdach gedeckt und lediglich durch zwei Barockportale geschmückt.

## Heutige Nutzung und Bauerhaltung
Der Gebäudekomplex der Golden-Ross-Kaserne beinhaltet die umfangreichen Sammlungen des Landesmuseums Mainz sowie Einrichtungen des Museums wie Vortrags- und Seminarräume, Verkaufsraum und den Gastronomiebetrieb im Pavillon aus den 1970er Jahren im Innenhof der Anlage.
Seit 2004 werden alle Gebäude in mehreren Schritten unter denkmalpflegerischen und museumspädagogischen Aspekten saniert und modernisiert. Teilweise sind dabei noch kriegsbedingte Schäden zu beheben, teilweise werden neue bauliche Akzente in den Ausstellungsräumen gesetzt. So kam bis 2007 (Ende des ersten Umbauabschnittes) im Bereich des Mittelgebäudes eine verglaste Innenhofarkade neu hinzu. Mit dem Ausbau des Dachgeschosses der Gebäude an der Front Große Bleiche (Marstall, Wohngebäude) wurde eine zusätzliche Ausstellungsfläche von 779 m² geschaffen.
In der zweiten Umbauphase werden die Räumlichkeiten im Erdgeschoss des Marstalls und der Steinhalle saniert. Ein Seitenflügel, der in den 1970er Jahren angebaut wurde, ist ebenfalls betroffen. Zusätzlich wird die gesamte Klima-, Licht- und Sicherheitstechnik modernisiert. Geplant ist ebenfalls, das zugemauerte frühere Tor zur Schießgartenstraße mit einer Glaswand zu öffnen und damit den Blick auf die ausgestellten Exponate in der Steinhalle zu ermöglichen.
In den 2010er Jahren wurde diese Umbauphase abgeschlossen und alle Sammlungen des Museums wieder komplett der Öffentlichkeit zugänglich gemacht werden. Geplant ist zukünftig ein chronologisch geordneter und barrierefreier Rundgang durch alle Zeitepochen der ausgestellten Exponate über drei Stockwerke hinweg.